# Titularbistum Bargylia
Bargylia (ital.: Bargilia) ist ein Titularbistum der römisch-katholischen Kirche. 
Es geht zurück auf einen untergegangenen Bischofssitz in der gleichnamigen antiken Stadt in der kleinasiatischen Landschaft Karien in der heutigen südwestlichen Türkei. Der Bischofssitz war der Kirchenprovinz Stauropolis zugeordnet.
| Titularbischöfe von Bargylia |                              |                                                                                     |               |                 |
| Nr.                          | Name                         | Amt                                                                                 | von           | bis             |
| 1                            | Jean Ghislain Delcuve OFMCap | Apostolischer Vikar von Ubanghi Belga (Belgisch-Kongo/Demokratische Republik Kongo) | 21. Juni 1948 | 13. August 1963 |